# Prueba de artes escénicas

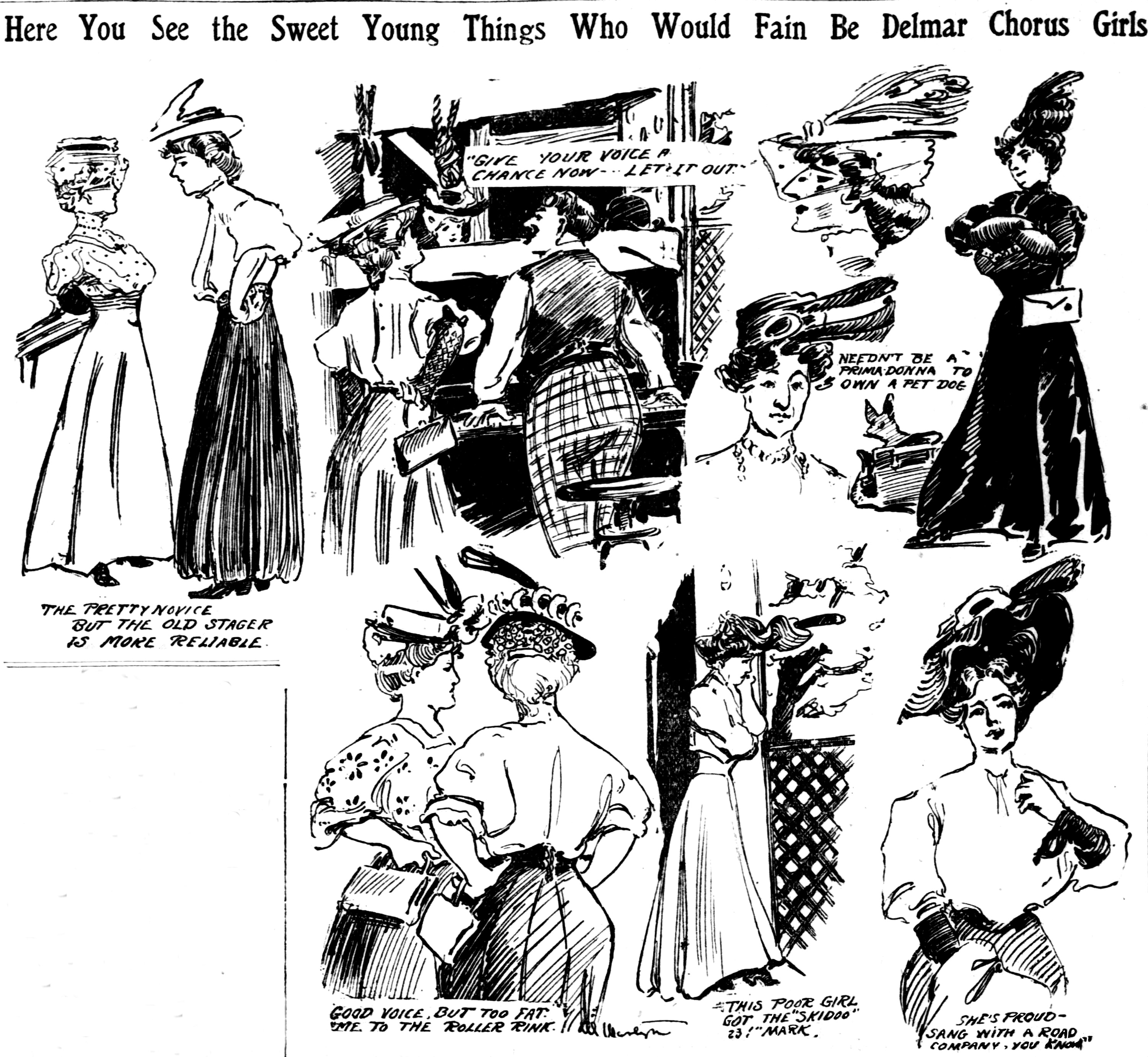
Bocetos de la artista Marguerite Martyn de mujeres probando para el coro en el Teatro Delmar en St. Louis en mayo de 1906, con citas de algunas de las fotografiadas

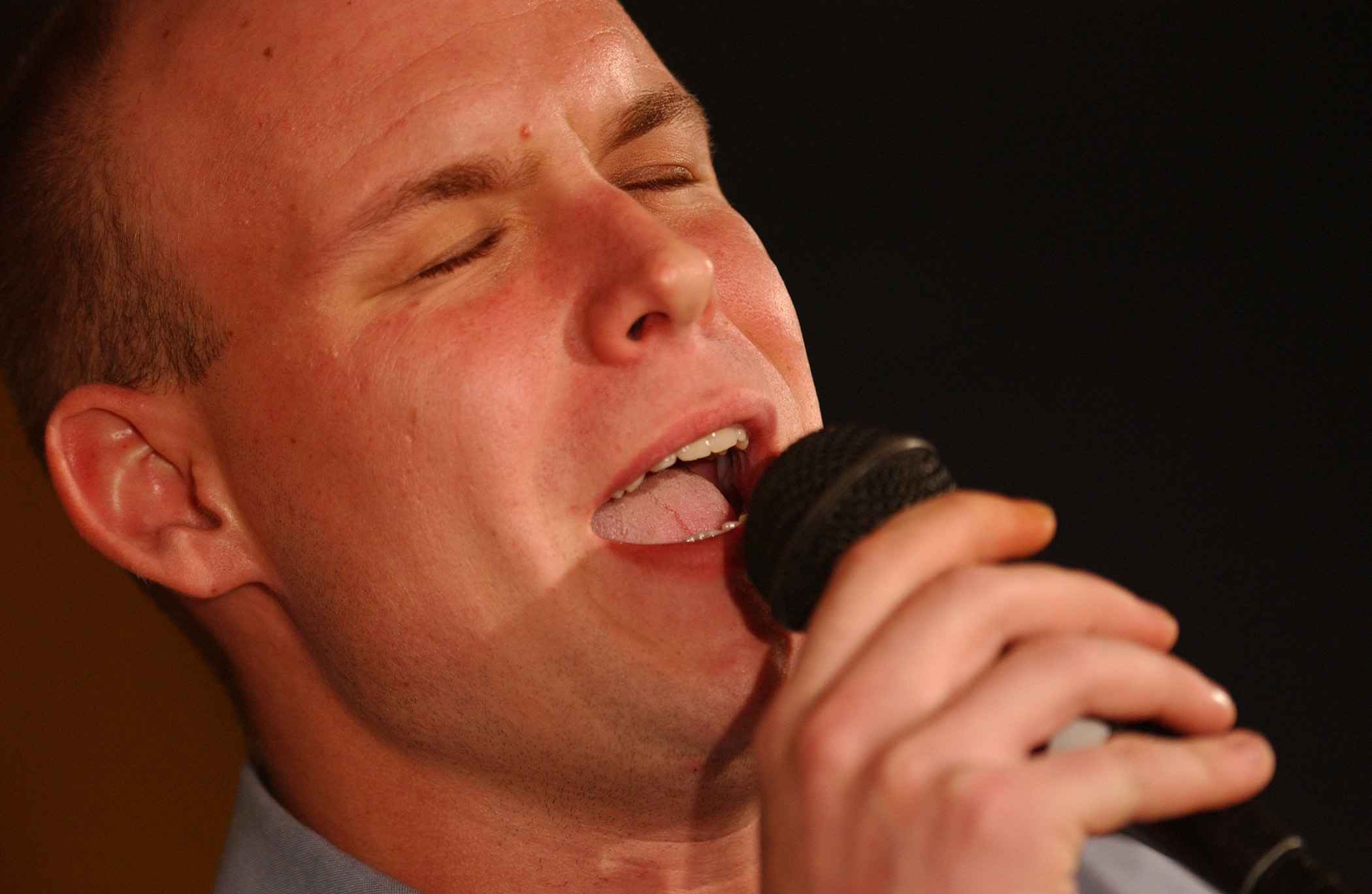
Un cantante que realiza una audición en vivo frente a los jueces en la televisión para la serie de telerrealidad American Idol de Fox.

Una prueba de artes escénicas o audición es una muestra de la actuación de un actor, cantante, músico, bailarín u otro intérprete. Suele consistir en que el intérprete muestre su talento a través de una pieza solista previamente memorizada y ensayada o interpretando una obra o pieza que se le entrega al intérprete en la audición o poco antes. En algunos casos, como en el de un modelo o acróbata, se puede pedir al individuo que demuestre una serie de habilidades profesionales. A los actores se les puede pedir que presenten un monólogo. Los cantantes interpretarán una canción en un contexto de música popular o un aria en un contexto clásico Un bailarín presentará una rutina en un estilo específico, como el ballet, el claqué o el hip-hop, o demostrará su capacidad para aprender rápidamente una coreografía La audición es un proceso sistemático en el que los profesionales de la industria seleccionan a los artistas, que es en cierto modo análogo a una entrevista de trabajo en el mercado laboral habitual. En una audición, el empleador pone a prueba la capacidad del aspirante para satisfacer las necesidades del trabajo y evalúa la capacidad de la persona para seguir instrucciones y hacer frente a los cambios. En algunas audiciones, después de que el intérprete haya demostrado sus habilidades en un determinado estilo de actuación, el tribunal de la audición puede hacer algunas preguntas que se asemejan a las utilizadas en las entrevistas de trabajo estándar (por ejemplo, sobre la disponibilidad).
Las audiciones son necesarias por muchas razones en el mundo de las artes escénicas. A menudo, las compañías o grupos empleadores recurren a las audiciones para seleccionar a los intérpretes de los próximos espectáculos o producciones. Una audición para una oportunidad de actuación puede ser para una sola actuación (por ejemplo, hacer un monólogo en un club de comedia), para una serie o temporada de actuaciones (una temporada de una obra de Broadway), o para empleo permanente con la organización de actuación (por ejemplo, una orquesta o un grupo de danza). Las audiciones para oportunidades de actuación pueden ser para organizaciones amateurs, escolares o comunitarias, en cuyo caso los intérpretes no suelen recibir remuneración. Además, las audiciones se utilizan para seleccionar o examinar a los candidatos para entrar en programas de formación (escuela de ballet o escuela de circo); programas universitarios (B.Mus, M.Mus, MFA en Teatro); becas y subvenciones relacionadas con la actuación; o para ser considerado para la representación por una agencia de talentos o agente individual.

## Actores

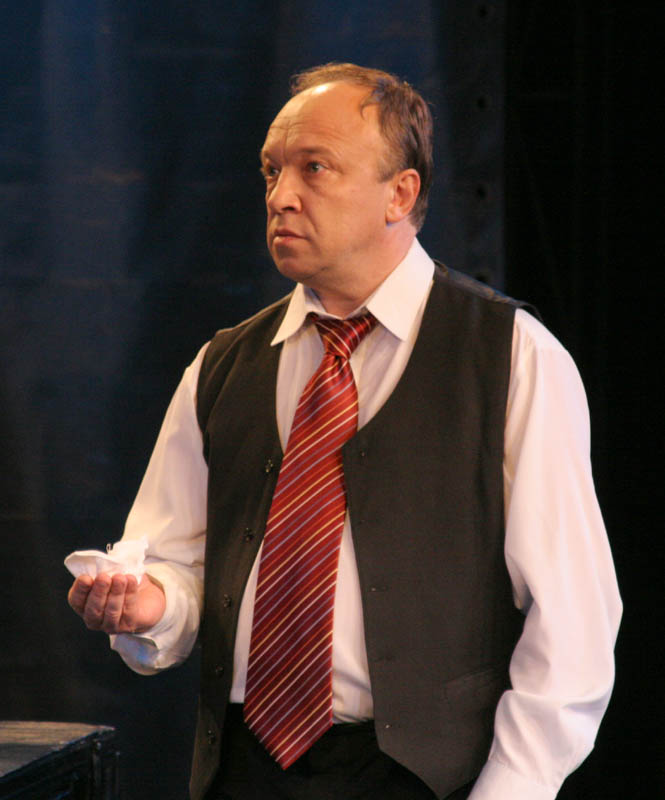
Para los actores, los monólogos y los discursos son la "tarjeta de presentación" que utilizan para demostrar sus habilidades a los directores de casting.

Para los actores de teatro, cine y televisión, la "audición es un proceso sistemático en el que los profesionales de la industria toman las decisiones finales de casting. Los profesionales de la industria pueden ser directores de casting, productores, directores o representantes de agencias". En el cine y la televisión, la audición se denomina prueba de pantalla, y se filma para que el director de casting o el director puedan ver cómo aparece el actor en la pantalla. Las audiciones se anuncian en los principales medios de comunicación (como los periódicos o la radio), en revistas y boletines de la industria (por ejemplo, las audiciones para músicos se anuncian en el boletín de la Federación Americana de Músicos), en sitios web de audiciones y a través de agencias de talento/casting. Algunos artistas contratan a un agente para poder aprovechar sus contactos con los directores de casting y las compañías de artes escénicas. Sin embargo, el agente se lleva una parte (a menudo entre el 10 y el 20 %) de los ingresos del actor. Aunque el talento de un actor es un criterio crucial en el proceso de casting, se presta casi la misma atención al "tipo" de un actor (una combinación de personalidad, apariencia e intuición general de casting) que se requiere para una producción concreta.
Los actores que seleccionan una pieza para la audición pueden elegir un monólogo de un personaje cercano a su edad. Pueden llevar ropa neutra que les permita libertad de movimiento. Los participantes en la audición pueden evitar sobrepasar el límite de tiempo establecido. Por convención, algunos actores optan por no dirigir su discurso al panel de audición si están haciendo una audición en el escenario. En algunos casos, el panel de audición puede pedir que el audicionado interactúe con ellos (por ejemplo, un director puede pedir al actor que diga las líneas mientras mira directamente al director). Un actor que realiza una audición puede calentar antes de la misma, como lo haría un atleta, aunque en el caso de un actor, el calentamiento puede incluir ejercicios vocales además de estiramientos. Al igual que en cualquier entrevista fuera del mundo de las artes escénicas, un audicionado debe vestirse bien. Incluso si el audicionado no tiene ropa cara, una ropa sencilla puede ser aceptable si está limpia y es de buena calidad. Los participantes en las audiciones saben que los directores de casting también tienen en cuenta "si es fácil trabajar con el actor, si sabe lo que está haciendo y si puede aceptar las instrucciones".
Las piezas de las audiciones no siempre son del espectáculo para el que se está considerando al actor; un actor que desee ser elegido para Hamlet no puede hacer un monólogo de esa obra. La mayoría de los actores tienen una serie de piezas para la audición y seleccionan algo apropiado; un actor que hace una audición para Hamlet tendría preparado un monólogo dramático de Shakespeare, y no interpretaría un monólogo de una comedia de Oscar Wilde , o de un dramaturgo contemporáneo. Algunas audiciones implican la lectura en frío, o la interpretación de un guion con el que el actor no está familiarizado. Las audiciones suelen incluir monólogos o discursos, pero no siempre. En algunos casos, se pide a un candidato que lea una escena (con una segunda persona que lee el otro personaje).
Para la mayoría de las audiciones, se espera que los candidatos traigan una foto profesional de "8x10" llamada "head shot" y un currículum que indique su experiencia y formación como actor. Los actores pueden llevar copias adicionales de la fotografía y el currículum, en caso de que haya más miembros del equipo de casting presentes en la audición. El agente de casting o la empresa pueden "volver a llamar" a un audicionado días, semanas o incluso meses después de la audición inicial para una segunda audición. En una audición importante para una compañía profesional, los límites de tiempo se aplican estrictamente. A un intérprete de teatro musical se le da un momento para decirle al pianista acompañante el tempo, y decir su nombre y número de audición al panel de audición. Entonces, una vez que el audicionado comienza a actuar o cantar, el reloj empieza a correr. Un timbre suena cuando se agota el límite de tiempo, que puede ser de un minuto y medio, dos minutos o tres minutos, dependiendo de la compañía. En ese momento, se espera que el audicionado se detenga y se retire para dejar libre el escenario para la siguiente audición.
Justo antes de la audición, el director de casting puede dar nuevas instrucciones que no estaban en el anuncio; por ejemplo, debido a las limitaciones de tiempo, el límite de tiempo para los monólogos puede reducirse a la mitad, o las selecciones vocales pueden recortarse. Los actores saben que es importante que sigan estas instrucciones de última hora y que no se vean "desequilibrados" por estos cambios. En una audición, el director puede pedir cambios en la pronunciación de las líneas o en otros aspectos de la actuación. El objetivo puede ser ver si el audicionado es versátil o porque el director no está de acuerdo con el enfoque inicial utilizado por el audicionado. En cualquiera de los dos casos, el comportamiento del audicionado es importante; si el audicionado se muestra cooperativo a la hora de realizar los cambios, demuestra que será fácil trabajar con él. Si se proporciona un guion de antemano, los actores suelen intentar memorizar todo lo posible, porque esto demuestra que se han preparado y les permite levantar la vista del guion y mostrar más sus expresiones faciales.
Las audiciones de cine son diferentes a las de teatro. En las audiciones de cine, los actores y las actrices reciben unos "papeles" que suelen ser unas cuantas páginas del guion con los papeles para los que se presentan. En estos casos suelen entregarse a los actores entre 1 y 3 días antes de la audición.
En 2015, la disponibilidad generalizada de cámaras de vídeo relativamente baratas ha hecho posible la grabación en vídeo de las audiciones. Para encontrar su talento, los directores de casting pueden solicitar audiciones en vídeo a actores y actrices de otro estado o país.

## Música

### Música popular

#### Instrumentalistas

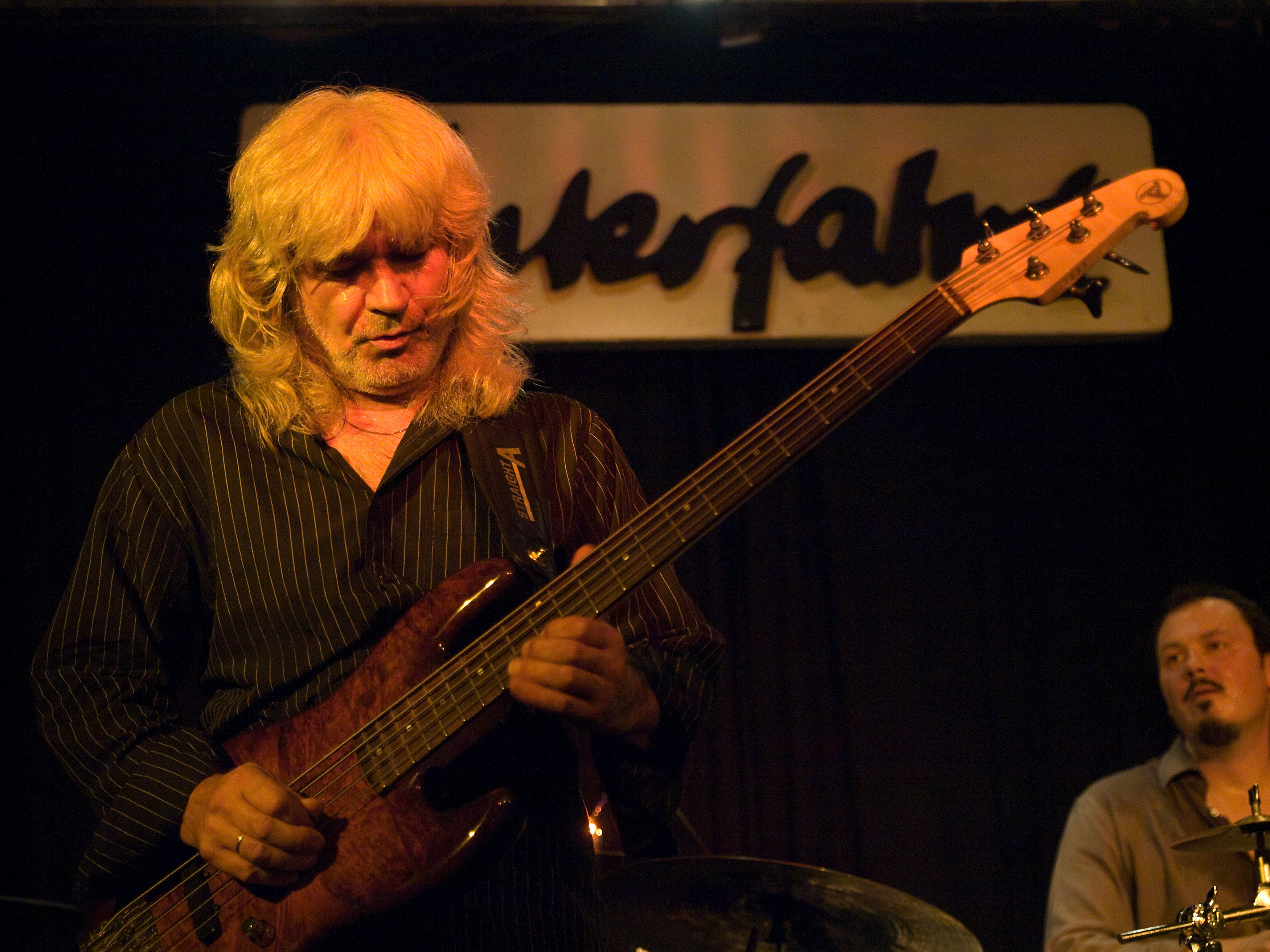
A un bajista que hace una audición para una banda de pop se le puede pedir que toque líneas de bajo de una variedad de estilos diferentes.

En algunos estilos musicales, como las bandas de escenario orientadas al jazz, se puede pedir a los instrumentistas que lean a primera vista música impresa en varios niveles de dificultad. En los grupos de jazz, se les puede pedir que interpreten piezas estándar (por ejemplo, un estándar de jazz como "Now's the Time") con un conjunto. Del mismo modo, en un grupo de rock o de blues, se les puede pedir que toquen un estándar de rock o de blues. A un aspirante a una sección rítmica (guitarra rítmica, bajo eléctrico, batería, etc.) se le pedirá que toque una serie de estilos estándar o "feels" que se utilizan en un estilo determinado. Por ejemplo, a un baterista que se presente a una audición para tocar en una banda de jazz se le puede pedir que toque una balada lenta, un "estándar" medio y un estilo de swing acelerado. A un bajista que se presente a una audición para una banda de pop se le puede pedir que toque una línea de bajo de estilo Motown, una línea sincopada de funk de los años 70 "slapping", y una línea de bajo al estilo reggae. Una persona que se presenta a una audición para un papel como miembro de la sección rítmica en algunos estilos de música puede tener que demostrar la capacidad de actuar como cantante de apoyo.
Un intérprete que se presente a una audición para un papel de solista o de instrumento "principal" normalmente interpretará solos preparados que muestren una serie de habilidades, incluyendo la capacidad de interpretar una melodía con sensibilidad y expresión; la capacidad de tocar pasajes virtuosos; y, en algunos estilos (por ejemplo, jazz de fusión o blues), la capacidad de improvisar una melodía sobre una progresión de acordes. En algunos géneros populares, se hace relativamente menos hincapié en la "presencia escénica" y el movimiento en el escenario, como el jazz clásico o la música country tradicional de los años 50. En estos estilos, se hace más hincapié en el sonido de la música y en la expresividad del intérprete con su voz o instrumento. En otros géneros, como el heavy metal " shred guitar" o el hardcore punk, puede ser muy importante que el intérprete pueda moverse de forma espectacular en el escenario. Una de las diferencias entre las audiciones de instrumentistas en estilos de música rock y estilos clásicos es que en un contexto de rock, se espera que los intérpretes hayan memorizado la mayor parte o la totalidad de la música. En un contexto clásico, la mayor parte o la totalidad de la música se lee de las partituras (con la excepción de un movimiento de la suite de Bach o un movimiento de un concierto en solitario).

#### Cantantes

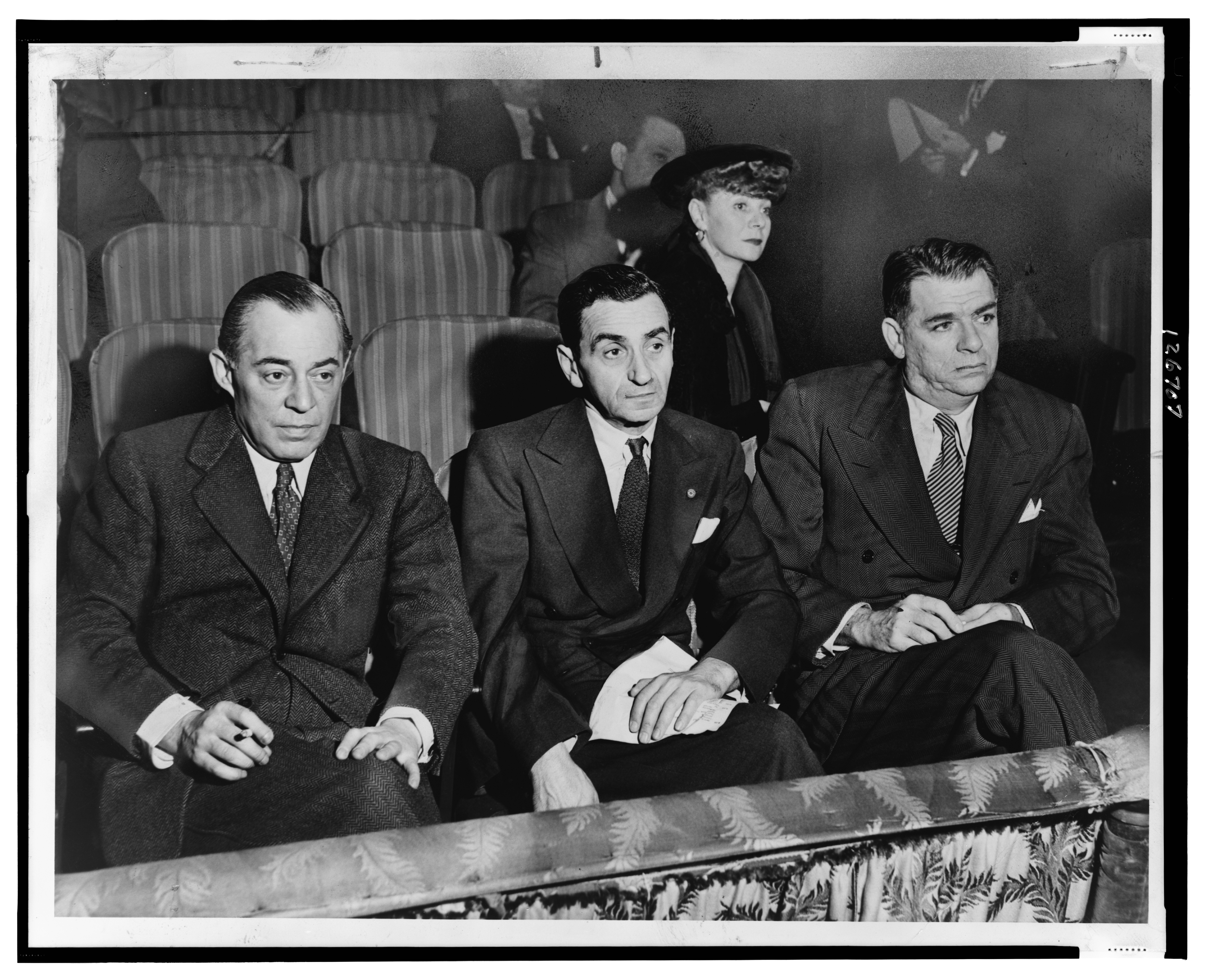
Irving Berlin, Rodgers and Hammerstein y Helen Tamiris presenciando audiciones de teatro musical

En el caso del rock, el country y otras formas de música popular, las audiciones se utilizan para comprobar la capacidad de un instrumentista o cantante para interpretar un estilo musical específico o varios. Un cantante que se presenta a una audición para un papel en una producción de teatro musical no tendría que cantar, a menos que se le indique lo contrario, ópera o música country, y un músico que se presenta a una audición para un puesto en una orquesta no interpretaría rock. En ocasiones, una audición de teatro musical puede requerir que el intérprete cante una canción del género al que pertenece el musical. Por ejemplo, a un cantante que se presenta a una audición para Destry Rides Again se le puede pedir que cante una canción estándar de  country-western. A una persona que hace una audición para The Rocky Horror Show se le puede pedir que cante una canción estándar de rock. Además, en algunos casos, una audición puede requerir que un intérprete demuestre piezas de varios estilos. Un grupo de rock duro que esté haciendo una audición para un nuevo cantante puede pedir que el individuo interprete canciones de heavy metal y estilos relacionados como el blues rock. Un grupo de pop o rock que esté seleccionando un nuevo cantante principal y que haya reducido el número de aspirantes a los dos o tres mejores cantantes puede probar cómo actúan los cantantes en los espectáculos en directo realizando algunos conciertos en vivo con cada cantante invitado. Esto permite a la banda ver cómo se desenvuelve el cantante en un concierto completo de varias horas de duración, incluida la capacidad del cantante para establecer una relación con el público, hacer frente a los inevitables problemas que surgen en la música en directo (por ejemplo, fallos en los micrófonos o en las luces del escenario), y mantener su resistencia vocal hasta el final de la velada.

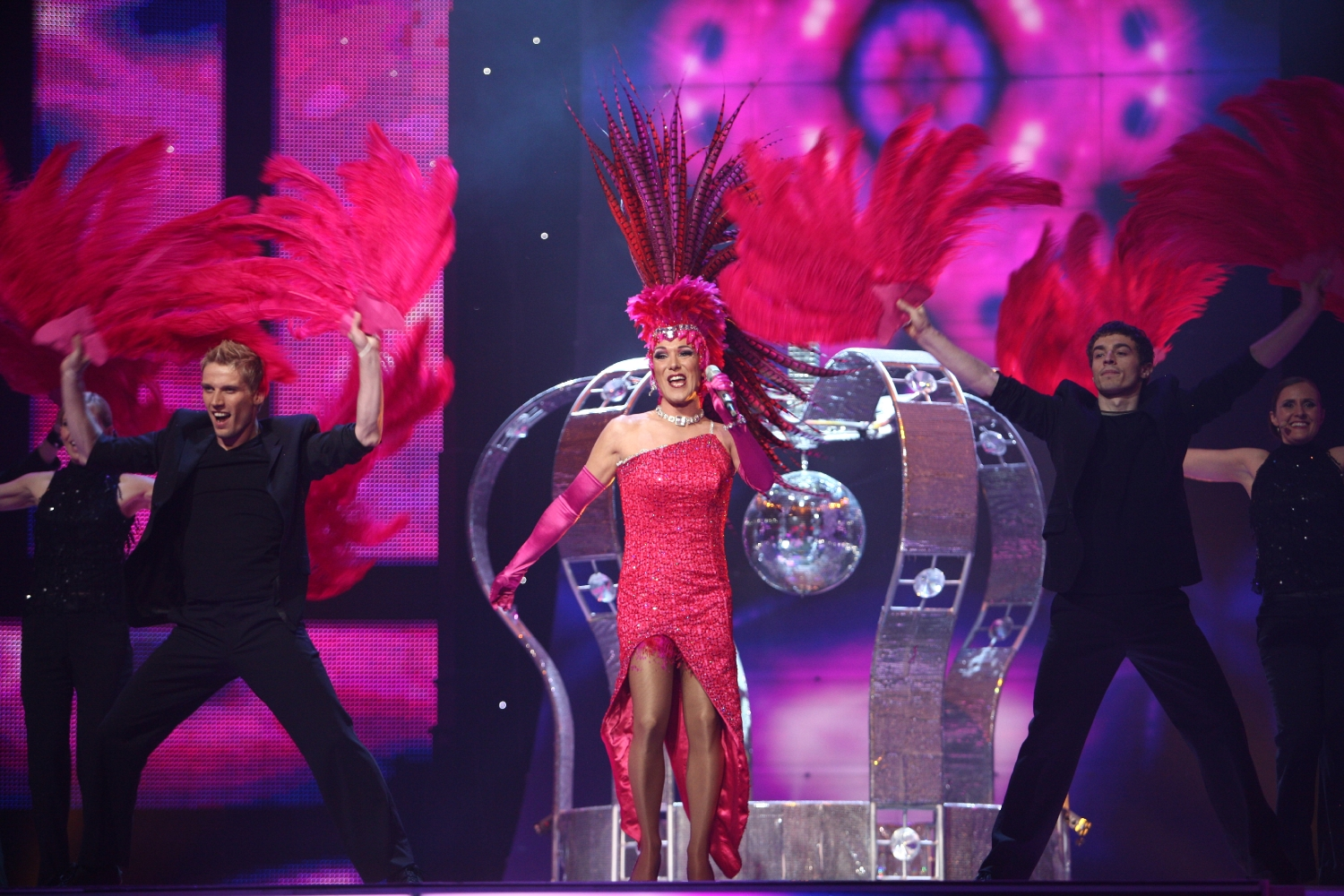
Una concursante del Festival de la Canción de Eurovisión intenta impresionar a los jueces en su audición en vivo

Para los papeles más pequeños de una gran producción de teatro musical, se celebran audiciones masivas a las que acuden muchos intérpretes inexpertos o aspirantes, la mayoría sin agente. Estas audiciones se conocen popularmente como "llamadas de ganado", ya que los aspirantes suelen estar juntos en una gran sala. El musical A Chorus Line representa este tipo de audiciones. American Idol también audiciona a sus aspirantes a vocalistas utilizando esta técnica, ya que hay muchas audiciones. En el teatro musical y en los estilos de música pop en los que el baile sobre el escenario forma parte de la actuación (por ejemplo, el hip hop), los cantantes que realizan una audición vocal también pueden tener que demostrar que saben bailar mientras cantan. En algunos grupos de música popular, como las bandas de rock, se espera que un cantante de acompañamiento sea capaz de tocar un instrumento mientras canta, como rasguear una pieza sencilla de guitarra rítmica o tocar un instrumento de percusión (por ejemplo, una pandereta o unas congas). Aunque la capacidad de cantar en varios idiomas con la dicción y la pronunciación adecuadas está más asociada a la música clásica que a la popular, hay algunos estilos populares en los que se espera que se hablen varios idiomas, como los estilos de jazz latino, como la Bossa Nova (se pueden pedir canciones en portugués); el tango (se pueden pedir canciones en español); la música folclórica (se pueden pedir canciones en francés); y la música celta (pueden solicitarse canciones irlandesas).

### Música clásica
En la música clásica, las audiciones se utilizan para seleccionar a los candidatos a puestos de instrumentistas en grupos de cámara u orquestas o como solistas, y para seleccionar a los cantantes a puestos de miembros de un coro o como intérpretes solistas. En la música clásica, las audiciones también se utilizan para seleccionar a los candidatos para entrar en programas de formación, programas o títulos universitarios o de conservatorio, y actividades de festivales de formación (por ejemplo, campamentos de verano de música clásica). En comparación con algunos tipos de audiciones de música pop, las audiciones clásicas suelen ser mucho más formales. El intérprete puede, por tradición, llevar un esmoquin o un vestido formal, y los jueces pueden sentarse detrás de un escritorio y escribir sus comentarios en tablillas.

#### Instrumentalistas
En la música clásica, cada instrumento o tipo de voz tiene un repertorio estándar de música que suele solicitarse en las audiciones. A los instrumentistas en un contexto orquestal se les suele pedir que interpreten extractos de la literatura orquestal, incluyendo tanto los solos expuestos como las partes "tutti", que son especialmente exigentes. Las audiciones orquestales suelen celebrarse ante un tribunal que incluye al  director de orquesta, al concertino y a varios músicos principales de la orquesta. En Estados Unidos, desde la Segunda Guerra Mundial, las audiciones de las orquestas profesionales suelen incluir a un representante del sindicato de músicos, que se asegura de que la audición se desarrolle de forma justa. En algunas fases del proceso de audición puede utilizarse una pantalla de tela para proteger al panel de audición de acusaciones de favoritismo o sexismo.
En Alemania, Austria y la Suiza de habla alemana, toda la orquesta (todos los miembros titulares) vota a los músicos que se presentan a la audición, y la sección a la que se incorporaría el músico (y a veces el director) tienen derecho de veto.
En una audición de orquesta normalmente se establece una lista de extractos orquestales que cada intérprete tiene que preparar. Además, cada intérprete toca un movimiento de una Sonata o Concierto que puede ser interpretado con acompañamiento de piano. Cuando el intérprete toca los fragmentos orquestales, se le puede dar un tempo o pedirle que siga los gestos del director. 
Las audiciones orquestales suelen realizarse en varias fases, con el fin de seleccionar a los candidatos y reducir a los que tienen menos posibilidades de satisfacer las necesidades del puesto. Un gran número de candidatos suele presentarse a un puesto de trabajo en una orquesta profesional. A continuación, el jefe de personal de la orquesta selecciona a los candidatos más prometedores en función de la experiencia y la formación indicadas en los currículos de los solicitantes (y, en algunos casos, en función de la capacidad interpretativa demostrada en una grabación del solicitante). 
Este primer "corte" de candidatos actúa entonces ante el tribunal de audición. Normalmente, en una orquesta profesional, esto requeriría la interpretación de extractos que representen desafíos estilísticos y técnicos extraídos del repertorio típico de esa orquesta. Los candidatos más prometedores son invitados a volver para una segunda o tercera ronda de audiciones, lo que permite al director y al tribunal comparar a los mejores candidatos. Se puede pedir a los intérpretes que lean a primera vista música de orquesta. 
Si un candidato supera la audición, suele tener lugar un periodo de prueba de varios meses a un año que permite al director y a los principales intérpretes ver si el individuo puede funcionar bien en un entorno real de actuación.

#### Cantantes
Existe un repertorio estándar de literatura vocal para cada tipo de voz (por ejemplo, soprano, contralto) que se utiliza en las audiciones para cantantes. Cada subtipo de actividad vocal tiene un repertorio de audición estándar independiente (por ejemplo, coros, óperas, etc.). Una persona que se presenta a una audición para un papel en un coro deberá ser capaz de leer a primera vista las partes del coro. En las audiciones de ópera, se espera que un cantante demuestre la capacidad de representar los movimientos asociados a la letra del aria, lo que puede incluir fingir que se está muriendo de una puñalada, hacer la mímica de una actividad (por ejemplo, verter vino) o realizar una rutina de baile sencilla. Se espera que tanto los cantantes de coro como los de ópera sean capaces de seguir los gestos de un director de orquesta en cuanto a la expresión y el tempo. Dado que no se utilizan micrófonos en la mayoría de las actuaciones de música clásica, el jurado de la audición evaluará la capacidad de los candidatos para proyectar un tono vocal fuerte y que llene la sala. En la música clásica, además de juzgar la capacidad de canto (por ejemplo, el tono, la entonación, etc.), el panel de audición juzgará la capacidad del solicitante para utilizar la dicción y la pronunciación adecuadas de los principales idiomas utilizados en la música artística: alemán, italiano y francés. Otras lenguas en las que se puede pedir al candidato que cante son el inglés, el español, el portugués y el latín.

## Teatro musical
En el teatro musical, una audición estándar consiste en dos selecciones de canciones de dieciséis compases, que contrastan en estilo, intención, personajes, periodo de tiempo o todo lo anterior. También suele haber una parte de monólogo, en la que se pide al actor que interprete un monólogo de un minuto. Casi siempre se exige un retrato y un currículo. Aunque las audiciones varían según el teatro, el programa o el espectáculo, esta fórmula se considera "la norma" en el mundo del teatro musical. El objetivo de una audición es doble. En la práctica, los artistas hacen una audición para conseguir una devolución de llamada. Las "callbacks", o audiciones de devolución de llamada, permiten al equipo artístico evaluar las habilidades de un intérprete en función de unos personajes concretos. Durante la audición de retorno, el equipo artístico ha preseleccionado a un candidato, porque ha observado su potencial para determinados papeles. Por lo tanto, durante la audición de retorno, se pide al candidato que cante las canciones interpretadas por determinados personajes o que lea sus líneas. La primera audición no es una plataforma para venderse como un personaje concreto. Las audiciones específicas de un personaje tienen lugar durante las convocatorias. En cambio, la primera audición es una oportunidad para que el intérprete muestre las canciones que mejor hace.

## Danza

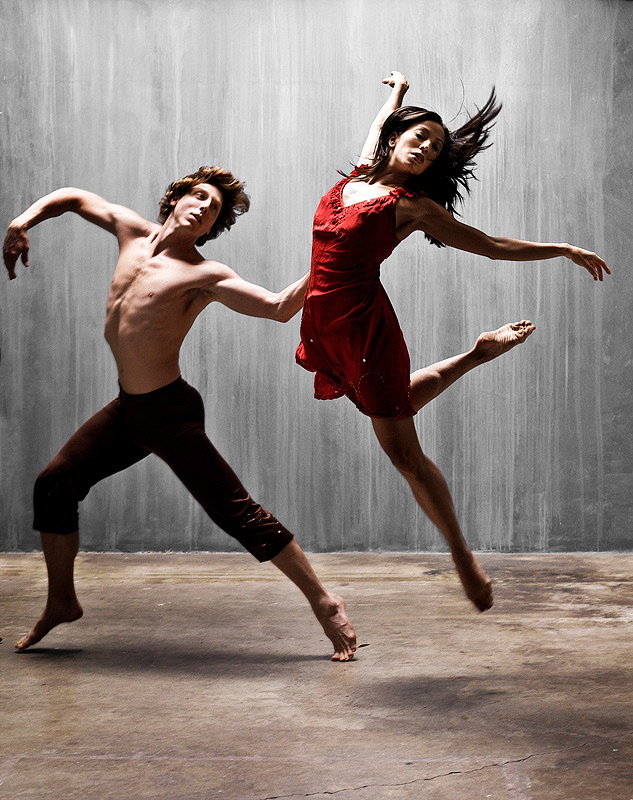
Dos bailarines que realizan danza moderna, un estilo en el que se les puede pedir a los artistas que demuestren movimientos improvisados en una audición.

Hay muchos tipos de audiciones de danza para diferentes lugares de actuación. Las compañías de danza contratan empleados para espectáculos de ballet y danza moderna. Las compañías de Broadway contratan bailarines para musicales tradicionales (Rodgers y Hammerstein) y musicales de danza más modernos (por ejemplo, Fame y Grease). Los casinos, los centros turísticos, los parques de atracciones y los cruceros contratan bailarines para espectáculos de estilo revue que pueden ir desde el baile de jazz hasta el hip-hop. Para estos espectáculos, pueden ser necesarias algunas habilidades de canto o de actuación. Los productores de conciertos de música pop y los productores de vídeos de música pop contratan bailarines para actuar en el escenario durante los conciertos o durante los vídeos. En el caso de los conciertos de música pop en directo, los bailarines en el escenario pueden ser requeridos para realizar una sencilla labor de canto de acompañamiento. Las productoras de cine y televisión también contratan a bailarines para rodajes de corta duración; aunque un bailarín sólo obtenga varios días de trabajo en una película o programa de televisión, puede haber pagos residuales. En la mayoría de las audiciones se especifica qué tipo de danza se requiere (por ejemplo, clásica, de puntas, contemporánea, jazz, hip-hop, etc.). En el caso de la danza moderna, algunas compañías de danza piden a los aspirantes que demuestren su capacidad para improvisar movimientos de baile.
.

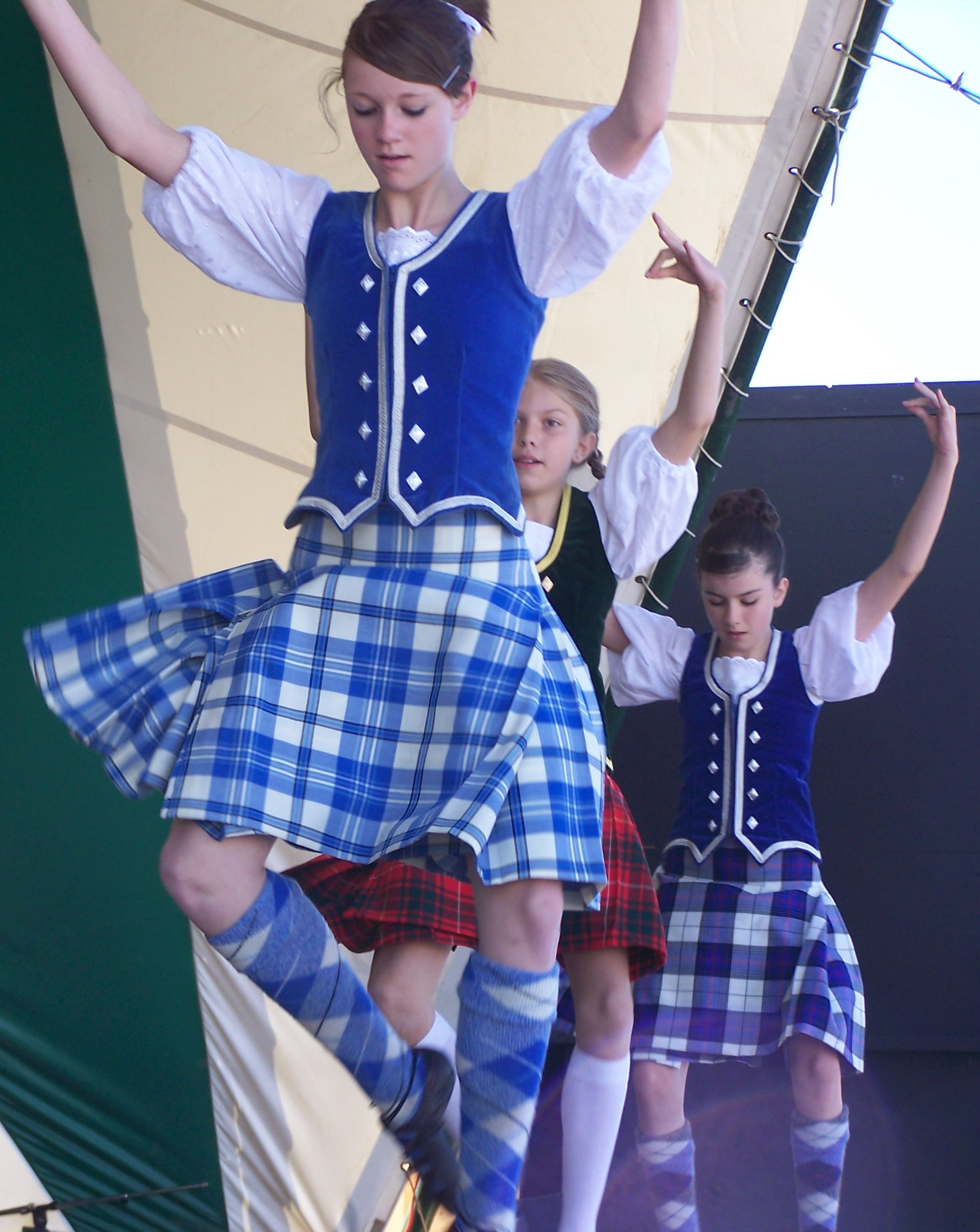
Estos bailarines de la compañía Braziers interpretan Highland dance, un estilo en el que los aspirantes a las audiciones deben demostrar un alto grado de técnica y la capacidad de aprender rápidamente nuevos pasos

Muchas audiciones de baile ponen a prueba la capacidad de los aspirantes para aprender una nueva coreografía en un breve periodo de tiempo, en lugar de presentar una obra preparada. En otros casos, también se puede exigir una pieza corta preparada para un solo (de unos 90 segundos de duración). Los aspirantes serán instruidos en una rutina o patrón técnico en una sesión de grupo. En algunas audiciones se exige a los aspirantes que hayan completado su formación en una escuela de danza o conservatorio reconocidos, y en algunos casos se les puede pedir que traigan una carta de referencia de un profesor de danza o del director de una compañía de danza (especialmente en el caso de bailarines jóvenes con poca experiencia profesional). En algunas audiciones, se pide a los aspirantes que hagan una breve declaración verbal sobre sus objetivos en materia de danza o sobre los motivos por los que desean formar parte de la compañía. Los aspirantes a las audiciones deben asegurarse de que conocen los principales términos de baile, ya que los jueces pueden pedir que se demuestren ciertos movimientos de baile.
A menudo se pide a los bailarines que traigan una o dos fotografías, como una "foto de cabecera" y una foto de cuerpo entero del solicitante en una pose de baile. La ropa que los aspirantes deben llevar en las audiciones varía. En algunas audiciones, sobre todo en las de danza clásica, existe un estricto código de vestimenta: los aspirantes deben llevar leotardos de danza y zapatillas de punta, y el pelo largo atado. En otras audiciones de danza se especifica el uso de ropa suelta. En algunas audiciones de danza contemporánea, los aspirantes deben bailar descalzos. En algunos papeles de teatro musical, los aspirantes deben llevar zapatos de claqué para demostrar sus habilidades de baile de claqué. En algunas audiciones en las que hay un gran número de aspirantes se exige a los intérpretes que lleven un número prendido en la camisa, de forma similar a los corredores de maratón. De este modo, si el director de casting ve a un bailarín excepcional, puede tomar nota del número. A menos que las joyas o el maquillaje sean una parte esperada de la apariencia de un bailarín en un determinado estilo de danza, los participantes en las audiciones de danza suelen evitar las joyas y el maquillaje.
En el teatro musical y la música pop, hay mucho cruce entre los papeles de bailarín y de cantante. Se espera que casi todos los bailarines de teatro musical y muchos bailarines de música pop tengan alguna habilidad para cantar como cantante de apoyo. (cantando partes de armonía para acompañar a los cantantes solistas). En casos más raros, se pedirá a los bailarines que demuestren la capacidad de tocar un instrumento musical (por ejemplo, la guitarra), porque hay algunos espectáculos en los que algunos de los bailarines-actores tienen que tocar instrumentos en el escenario, como La ópera de los tres centavos. En el teatro musical, también suele haber un cruce entre los papeles de bailarín y de actor. Se espera que los bailarines sean capaces de asumir un papel de actor y decir líneas (a menudo en un papel secundario).
Algunas de las principales compañías de danza realizan "convocatorias abiertas" una vez al año, en las que cualquier aspirante, o casi, puede acudir a demostrar sus habilidades como bailarín. En estas convocatorias abiertas, un coreógrafo enseña a todo el grupo de aspirantes una rutina de baile y, a continuación, el grupo de bailarines interpreta la rutina mientras los jueces evalúan su actuación. Puede ser difícil para un buen bailarín hacerse notar por los jueces en un grupo tan grande de bailarines. Por este motivo, algunos entrenadores de danza animan a sus alumnos a llevar ropa extrovertida y cosas brillantes para destacar, de modo que el bailarín reciba atención personal durante su audición. Para cualquier entrevista de audición, los bailarines deben enviar su currículum y su foto de cabecera al director de la compañía con antelación.

## Circos y parques de atracciones

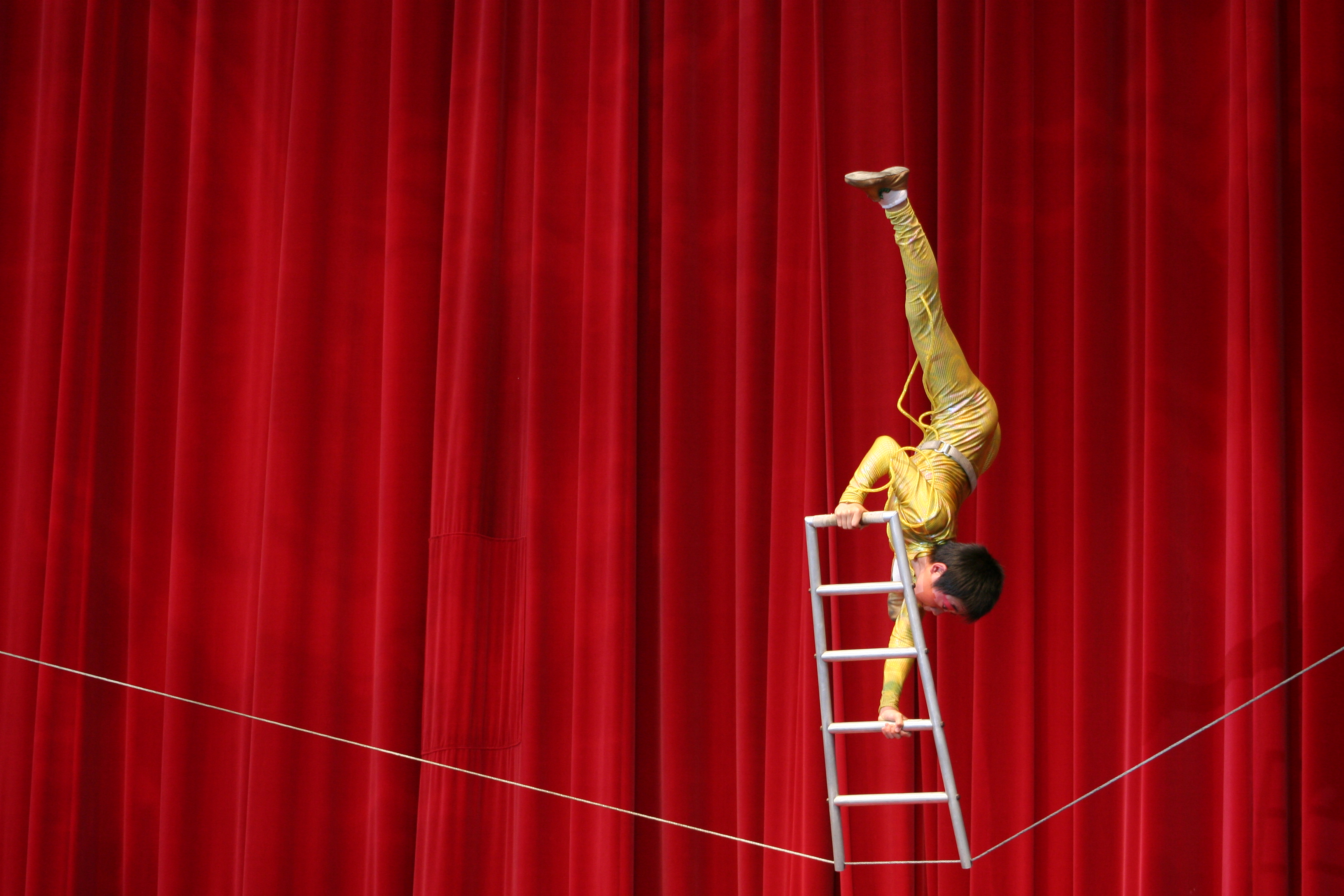
Un 'cable de alta', hecho por un acróbata

Los artistas que realizan audiciones para los parques de atracciones de todo el mundo suelen ser vistos por uno o varios directores de casting en una sala de ensayos o en una gran instalación. La mayoría de las audiciones para parques de atracciones, al igual que otras audiciones, están cerradas al público. Esto significa que no se permite la entrada a la sala de audiciones a nadie que no esté audicionando. A los cantantes de las audiciones de Disney se les pide que preparen dos selecciones vocales distintas de estilos contrastados. Los cantantes no cantan las canciones completas, sino que sólo tienen que cantar los mejores 16 compases de cada canción. Disney proporciona un pianista acompañante para todas las audiciones vocales, por lo que los cantantes tienen que llevar partituras en la tonalidad correcta. Disney no permite ningún acompañamiento pregrabado. Los directores de casting también pueden pedir a los candidatos que aprendan música adicional o que aprendan una combinación de movimientos. Disney Parks & Resorts realiza castings para los parques temáticos, los complejos turísticos y los cruceros.
En el Cirque du Soleil, dependiendo de la disciplina de un artista, la audición puede durar una hora, un día o incluso dos días. Dependiendo de la disciplina del artista, éste puede tener que realizar una presentación en solitario frente al grupo de participantes y/o participar en ejercicios individuales y de grupo tras la presentación en solitario. Las audiciones del Cirque du Soleil se filman.

## Modelos

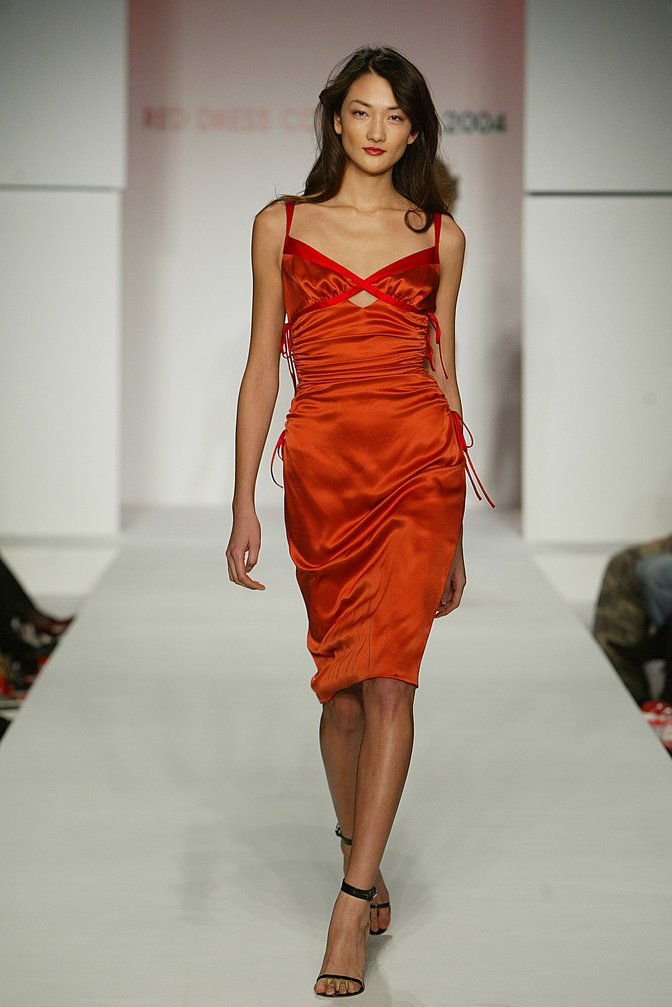
Modelo Ai Tominaga modelando en la colección Red Dress de 2004 para la campaña Heart Truth

Las  agencias de moda y otras organizaciones que buscan modelos, como los diseñadores de moda y las agencias de publicidad, también utilizan las audiciones para examinar y seleccionar a los posibles candidatos. Las aspirantes a modelos para la mayoría de los puestos de la industria de la moda deben ser adolescentes o veinteañeras y ser altas y delgadas. Aunque hay "nichos de mercado" para modelos no esbeltas ("modelos de tallas grandes" y "modelos de la vida real" que modelan ropa para catálogos de ropa del mercado medio), la mayoría de las modelos femeninas tienen que ser delgadas y pesar entre 108 y 125 libras. Los jóvenes que aspiran a ser modelos deben tener entre 18 y 25 años, ser altos y estar en forma. Aunque los modelos masculinos que son seleccionados en las audiciones de modelaje pueden acabar teniendo carreras que duren hasta más allá de los 25 años (incluso hasta los 40), las agencias de modelaje prefieren reclutar nuevos modelos en la franja de edad de 18 a 25 años. La mayoría de las modelos trabajan con un agente que organiza las audiciones, las contrataciones y negocia los honorarios. En una audición, los agentes de casting pedirán al modelo que haga una demostración de diferentes poses, que un fotógrafo puede grabar con una cámara digital.
En el caso de las audiciones de alta costura, es posible que se pida al modelo que haga una demostración del estilo "pasarela" en una pasarela elevada. En la mayoría de las audiciones de modelaje, los modelos llevan ropa bastante sencilla que permitirá a los agentes de talento imaginarse al modelo con diferentes prendas. Normalmente, la modelo lleva ropa bastante ceñida al cuerpo, para que los jueces puedan ver el tipo de cuerpo de la modelo. Algunas agencias de modelos realizan audiciones a un gran número de aspirantes a modelo en una "convocatoria abierta", en la que los agentes consideran a los aspirantes durante menos de un minuto cada uno. Algunas agencias organizan búsquedas de modelos, que es un tipo de concurso de belleza en el que las aspirantes audicionan para tener la oportunidad de ganar una cartera de modelos o una sesión de fotos.